# Cantone di Lectoure
Il Cantone di Lectoure era una divisione amministrativa dell'arrondissement di Condom.
A seguito della riforma approvata con decreto del 26 febbraio 2014, che ha avuto attuazione dopo le elezioni dipartimentali del 2015, è stato soppresso.

## Composizione
Comprendeva i comuni di:
- Berrac
- Castéra-Lectourois
- Lagarde
- Larroque-Engalin
- Lectoure
- Marsolan
- Mas-d'Auvignon
- Pergain-Taillac
- Pouy-Roquelaure
- Saint-Avit-Frandat
- Saint-Martin-de-Goyne
- Saint-Mézard
- Terraube